# Ratpenat de ferradura del mont Kahuzi
El ratpenat de ferradura del mont Kahuzi (Rhinolophus kahuzi) és una espècie de ratpenat de la família dels rinolòfids. És endèmic de la República Democràtica del Congo. És un ratpenat de petites dimensions, amb una llargada de cap a gropa de 57 mm, els avantbraços de 54,5 mm, la cua de 24,1 mm, les orelles de 34,5 mm i un pes de fins a 13 g. Com que fou descoberta fa poc, l'estat de conservació d'aquesta espècie encara no ha estat avaluat formalment. El seu nom específic es refereix al mont Kahuzi.